# Hugo von Thile
Ludwig Otto Hugo von Thile (né le 22 novembre 1817 à Neisse et mort le 7 décembre 1894 à Hanovre) est un général d'infanterie prussien.

## Biographie

### Origine
Hugo est un fils du général prussien d'infanterie Adolf Eduard von Thile (1784-1861) et de sa femme Auguste, née von Schöning (1788-1859), fille de l'administrateur de l'arrondissement de Lebus (de) Carl Heinrich von Schöning.. Son frère aîné Hermann (1812-1889) est diplomate et secrétaire d'État, son frère cadet Rudolf (1826-1893) devient lieutenant général prussien et sa sœur Anna (1830-1908) est mariée au président de district Gustav von Diest (1826 -1911).

### Carrière militaire
Après avoir les lycées d'Aix-la-Chapelle et de Münster, Thile s'engage le 14 avril 1835 comme grenadier dans le 1er régiment de grenadiers de la Garde de l'armée prussienne, devient sous-lieutenant agrégé jusqu'au début du mois de décembre 1835 et est incorporé par voie d'état à la mi-avril 1837. Pour poursuivre sa formation, il étudie à partir d'octobre 1841 à l'école générale de guerre pendant trois ans et est ensuite commandé pour un an au 7e régiment d'uhlans (de). Le 27 mars 1847, il est nommé adjudant de la 2e brigade d'infanterie de la Garde et c'est dans cette position qu'il participe en 1848 aux combats de rue à Berlin (de) ainsi qu'à la bataille de Schleswig lors de la guerre contre le Danemark. Pour son action, Thile reçoit l'ordre de l'Aigle rouge de 4e classe. Il est promu premier lieutenant à la mi-décembre 1848. Le 31 mars 1852, il est relevé de ses fonctions. Il est promu capitaine fin juin 1852 et est commandant de compagnie du 12 août 1852 au 12 décembre 1856. Ensuite, Thile est agrégé au régiment et commandé à la légation de Paris. Tout en restant dans ce commandement, il est promu major le 17 septembre 1858 par brevet du 16 juillet 1858 et agrégé à l'état-major général de l'armée. Le 1er juillet 1860, Thile retourne au service des troupes en étant nommé officier d'état-major titulaire dans son régiment d'origine. Le 14 juin 1861, il est d'abord affecté au ministère de la Guerre et est promu lieutenant-colonel, il est nommé chef du département central le 18 octobre 1861. Pour son activité au ministère de la Guerre pendant la guerre contre le Danemark, le roi Guillaume Ier lui décerne l'ordre de la Couronne de 3e class.
Peu avant le début de la guerre austro-prussienne, Thile devient colonel commandant du 36e régiment de fusiliers, qu'il dirige dans la campagne du Main lors des batailles d'Oerlenbach et de Dettingen. Lors des batailles d'Uettingen et de Roßbrunn, il réussit à prendre l'aile droite des troupes bavaroises. Pour cela, il est décoré de l'ordre Pour le Mérite le 20 septembre 1866. Du 18 mai 1867 au 17 juin 1869, il commande le 3e régiment à pied de la Garde et est ensuite chargé de diriger la 42e brigade d'infanterie à Francfort-sur-le-Main en tant que commandant à la suite de son régiment. Avant la mobilisation pour la guerre contre la France, Thile est nommé commandant de cette brigade et promu au grade de général de division le 26 juillet 1870. Il participe aux batailles de Wissembourg, Frœschwiller-Wœrth et Sedan, au bombardement de Phalsbourg, au siège de Paris et aux sorties du Mont Mesly, Saint-Cloud et Montrétout. En plus des deux classes de la croix de fer, Thile reçoit la classe de commandant de 1re classe de l'ordre de Frédéric avec épées.
Le 13 novembre 1873, Thile est d'abord chargé de commander la 22e division d'infanterie à Cassel, puis le 25 novembre, il est nommé commandant de cette division et dans cette position, il est promu lieutenant-général le 11 décembre 1873. En tant que commandant de la 21e division d'infanterie, il est à nouveau muté à Francfort-sur-le-Main le 14 janvier 1874 et décoré de la croix et de l'étoile de commandeur de l'ordre de la Maison Royale de Hohenzollern. Le 11 décembre 1880, Thile est nommé général commandant du 8e corps d'armée à Coblence, en remplacement du défunt général von Goeben. Le 22 mars 1883 promu General der Infanterie. Fin mai 1883, il est envoyé à Luxembourg pour accueillir le roi des Pays-Bas, qui lui décerne la Grand-Croix de l'ordre de la Couronne de chêne. Malade, Thile prend sa retraite et est mis à disposition le 12 janvier 1884 sous position à la suite du 3e régiment de la Garde à pied avec la pension légale.
Le 9 avril 1885, à l'occasion de ses 50 ans de service, l'empereur lui décerne la Grande Croix de l'ordre de l'Aigle rouge avec feuilles de chêne et épées sur l'anneau. Thile décède à Hanovre, sans être marié, d'un accident vasculaire cérébral .